# アナル・マテテ
アナル・マテテ（Anaru Matete、生年不詳、1890年9月19日没）は、マオリ戦争期のロンゴワカアタ族の酋長である。1865年のイースト・ケープ戦争にて、マオリ軍を率いてイギリス軍と戦ったが敗北した。

## 出自
アナルの出生日は不詳で、記録が残るのは1840年からである。アナルは現在でいうポバティ湾沿岸の出身とされる。アナルは1840年にロンゴワカアタのハプであるインガーティ・カイポホのテ・リナ・ウィロポと結婚した。アナル夫妻は4人の子供をもうけた。
アナルは1840年にイギリス人司教ウィリアム・ウィリアムズが、ギズボーン近郊に英国聖公会宣教協会の施設を建設する手助けをした。ここでアナルは学び、後に自ら教鞭をとった。アナルは1850年代に入ると小麦を育て、羊の牧畜を始めた。ウィリアム・ウィリアムズはこの地域に初めて羊を持ち込んだ人物でもあった。

## アナルと戦争
1850年代、ニュージーランドには大量の白人移民が押し寄せ、マオリ族は安価で続けられる土地買収に不満を示すようになった。1858年、北島ワイカト地方ではマオリ王擁立運動が起こるなど情勢は不安定さを増し、この後10年以上続くこととなるマオリ戦争に突入した。しかし、アナルは改宗者となり、ウィリアムズの右腕と目される存在であった。各地の散発的な戦闘から発展した第2次タラナキ戦争（1863年）においても、アナルらロンゴワカアタのマオリは中立的な立場を示した。改宗者のアナルはマオリ結束を求める王側北部諸部族に対して、植民地政府への迎合を提案していた。
しかし、戦局が進むにつれてアナルの姿勢にも変化が現れる。植民地政府の弾圧的な政策もあり、戦闘はいつまでも終わる気配を見せなかった。業を煮やしたアナルらロンゴワカアタのマオリはついに植民地政府へ反乱を起こし、1865年11月にイースト・ケープ戦争が開戦した。しかし、武力で勝る政府軍にアナルは短期間で降伏し、チャタム諸島へ追放された。

## 晩年
一連のマオリ戦争は1872年に終結し、マオリ社会は崩壊した。アナルは戦犯として収監されたが、1883年に恩赦で解放された。晩年のアナルはマオリ裁判所でマオリの権利主張の為に戦い続けた。1880年にはロンゴワカアタの谷であるパオカフを守ることに成功している。アナルは1890年9月19日、マヌトゥケのワカトーで息を引き取った。亡骸はマヌトゥケのフリモアナ墓地に埋葬された。